# عمر بن شهاب
عمر بن شهاب- هو رياضي بارالمبي من الجزائر، يشارك بشكل أساسي في سباقات الجري لمسافات طويلة من الفئة T11 .
شارك عمر في أول دورة بارالمبية له في عام 2000م في سباقات 1500 متر و5000 متر و10000 متر في فئة T11 ، ولم يوفق في الحصول على أية ميدالية وكان ترتيبه ما بين المراكز الرابع والخامس . ثم عاد بن شهاب وشارك في دورة الألعاب البارالمبية الصيفية لعام 2008م، واستطاع من خلالها الفوز بالميدالية البرونزية في سباق 1500 متر بعد أن حل في المركز الثالث بعد المتسابق الكندي والمتسابق المغربي مصطفي العوزاري الذي تصدر السباق، وقد انهى عمر السباق بزمن قدره (4.14.62) في حين كان زمن المغربي المتصدر (4.08.58)، كما شارك عمر في سباق 5000 متر وجاء في المركز الرابع.
كما شارك عمر بن شهاب في بطولة العالم لألعاب القوى لذوي الإعاقة بالإضافة إلى مشاركاته في الدورات البارالمبية، والجدول التالي يوضح مشاركات عمر الرياضية والميداليات التي حصل علها ، والتي يبلغ عددها ثلاث ميداليات برونزية.
| م | اسم الحدث الريضي                       | تاريخ الحدث | مكان الحدث      | الرياضة                                                               | النتائج                           |
| - | -------------------------------------- | ----------- | --------------- | --------------------------------------------------------------------- | --------------------------------- |
| 1 | دورة الألعاب البارالمبية الصيفية       | 2000        | سيدني- أستراليا | سباق 1500 متر رجال T11 سباق 5000 متر رجال T11 سباق 10000 متر رجال T11 | المركز الخامس بدون المركز الرابع  |
| 2 | دورة الالعاب البارالمبية الصيفية       | 2004        | أثينا- اليونان  | سباق 1500 متر رجال T11 سباق 5000 متر رجال T11                         | الميدالية البرونزية المركز الرابع |
| 3 | بطولة العالم لالعاب القوى لذوي الإعاقة | 2006        | آسن- هولندا     | سباق 1500 متر رجال T11 سباق 5000 متر رجال T11                         | البرونزية البرونزية               |